# Yamaha Stadium
Das Yamaha Stadium (jap. ヤマハスタジアム, Yamaha Sutajiamu, dt. „Yamaha-Stadion“)  ist ein Rugby- und Fußballstadion in der japanischen Stadt Iwata, Präfektur Shizuoka. Die Sportstätte ist Eigentum des in Iwata ansässigen Motorrad- und Motorenherstellers Yamaha Motor. Die 1978 eingeweihte Anlage liegt, nur durch einen Parkplatz getrennt, in nächster Nähe zum Yamaha-Werk und wird vorwiegend für Fußball und Rugby genutzt. Der Fußballverein Júbilo Iwata, derzeit J3 League und der Rugbyverein Yamaha Júbilo aus der Top League, der höchsten Rugby-Union-Liga des Landes, sind im Yamaha Stadium beheimatet.
Die vier Tribünen bieten 15.165 Plätze. Die Haupttribüne und die Hintertortribüne im Süden sind überdacht. Die Pressetribüne ist mit 84 Plätzen ausgestattet. Insgesamt steht eine Spielfläche von 111 Meter × 74,5 Meter zur Verfügung. Das Fußballfeld entspricht den internationalen Maßen von 105 Meter × 68 Meter und besteht aus Naturrasen. Die Fläche um das Spielfeld wurde mit Kunstrasen bedeckt. Die Flutlichtanlage auf vier Masten in den Stadionecken erzeugt eine Beleuchtungsstärke von 1.500 Lux. In der Ostecke der Nordtribüne des Yamaha Stadium wurde die High-Brightness-LED-Videowand mit einer Bildschirmgröße von 5,76 Meter × 7,68 Meter (378 Zoll) installiert.

## Galerie

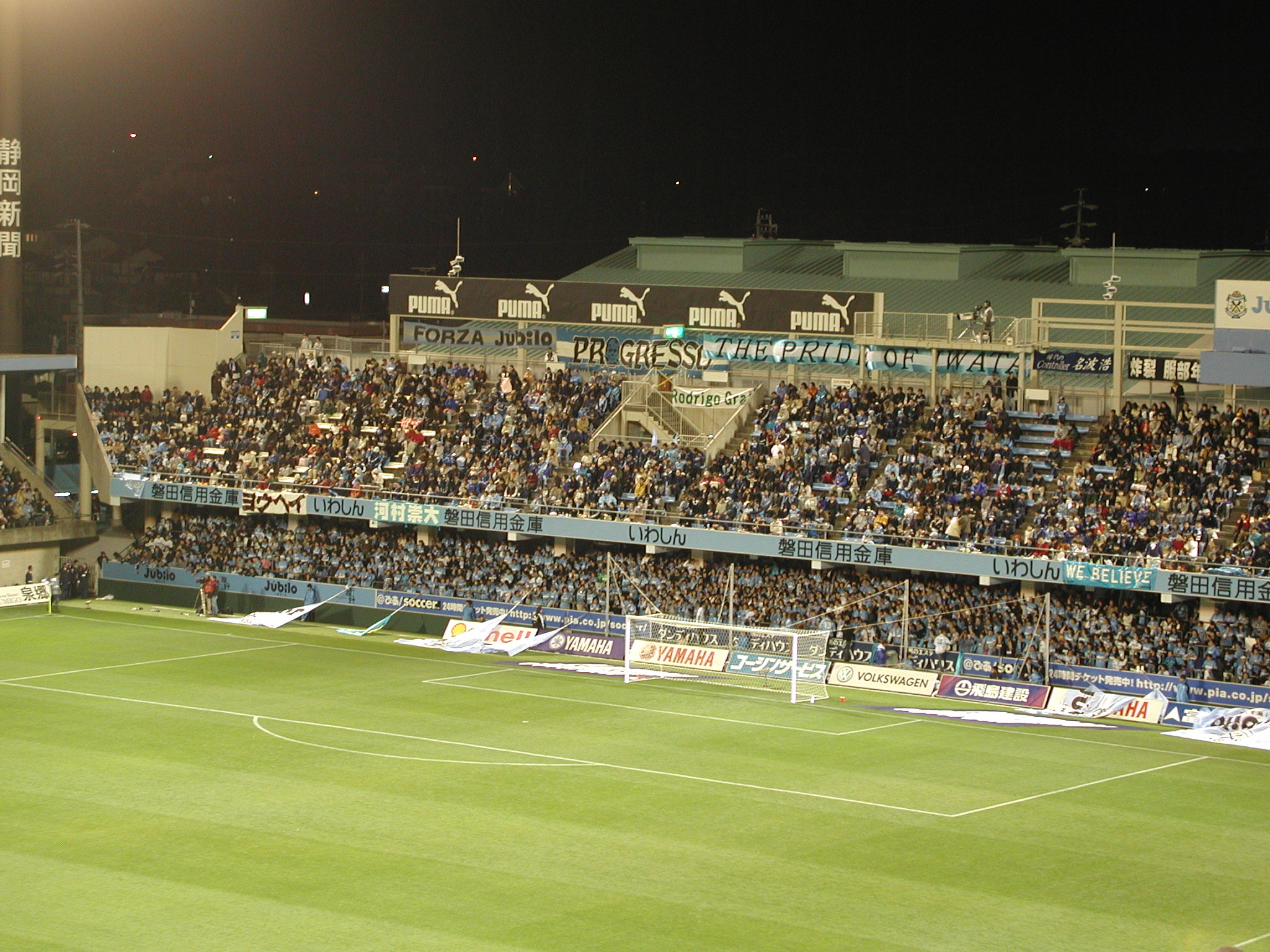
Fans von Júbilo Iwata
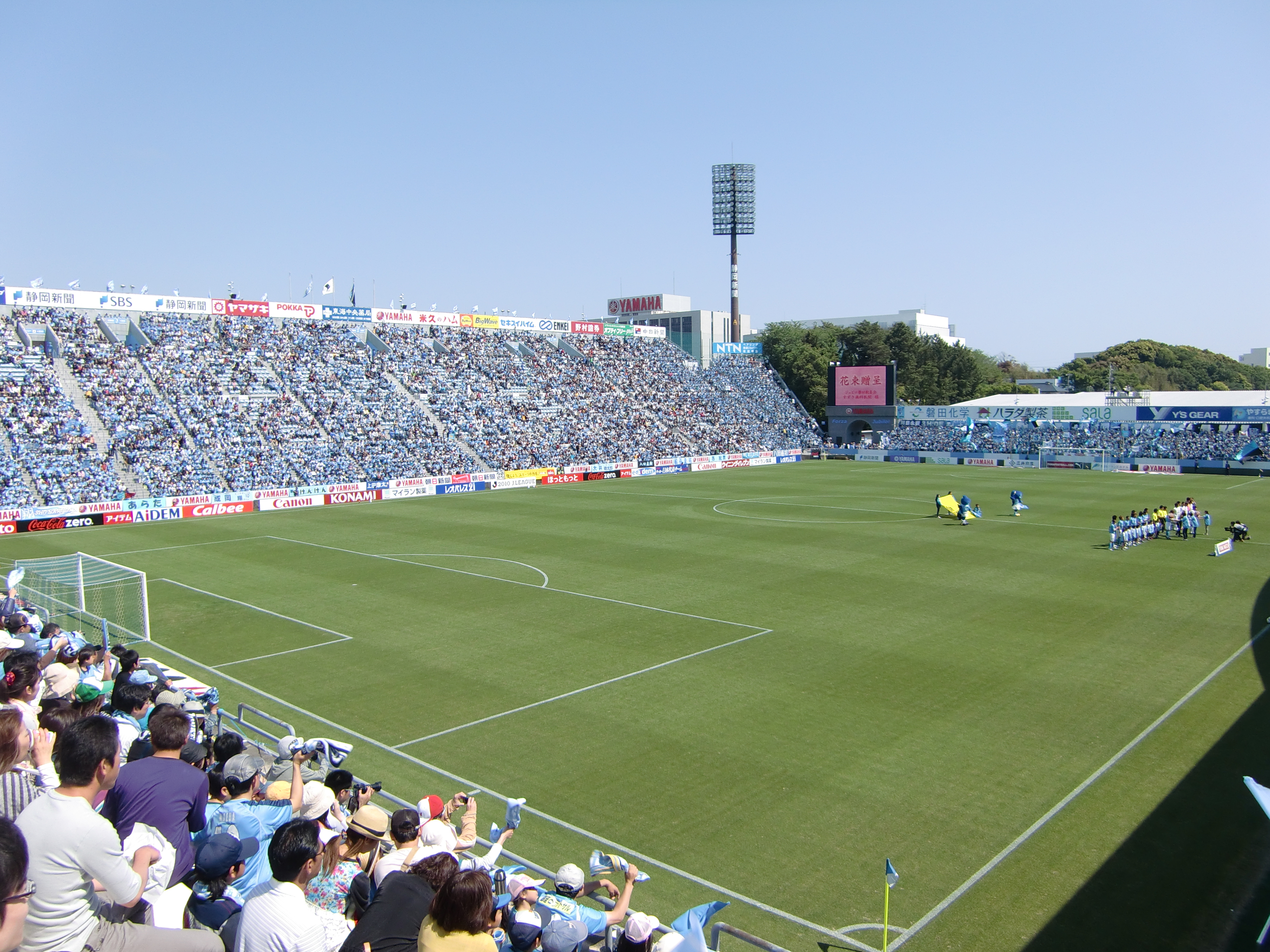
Mai 2010
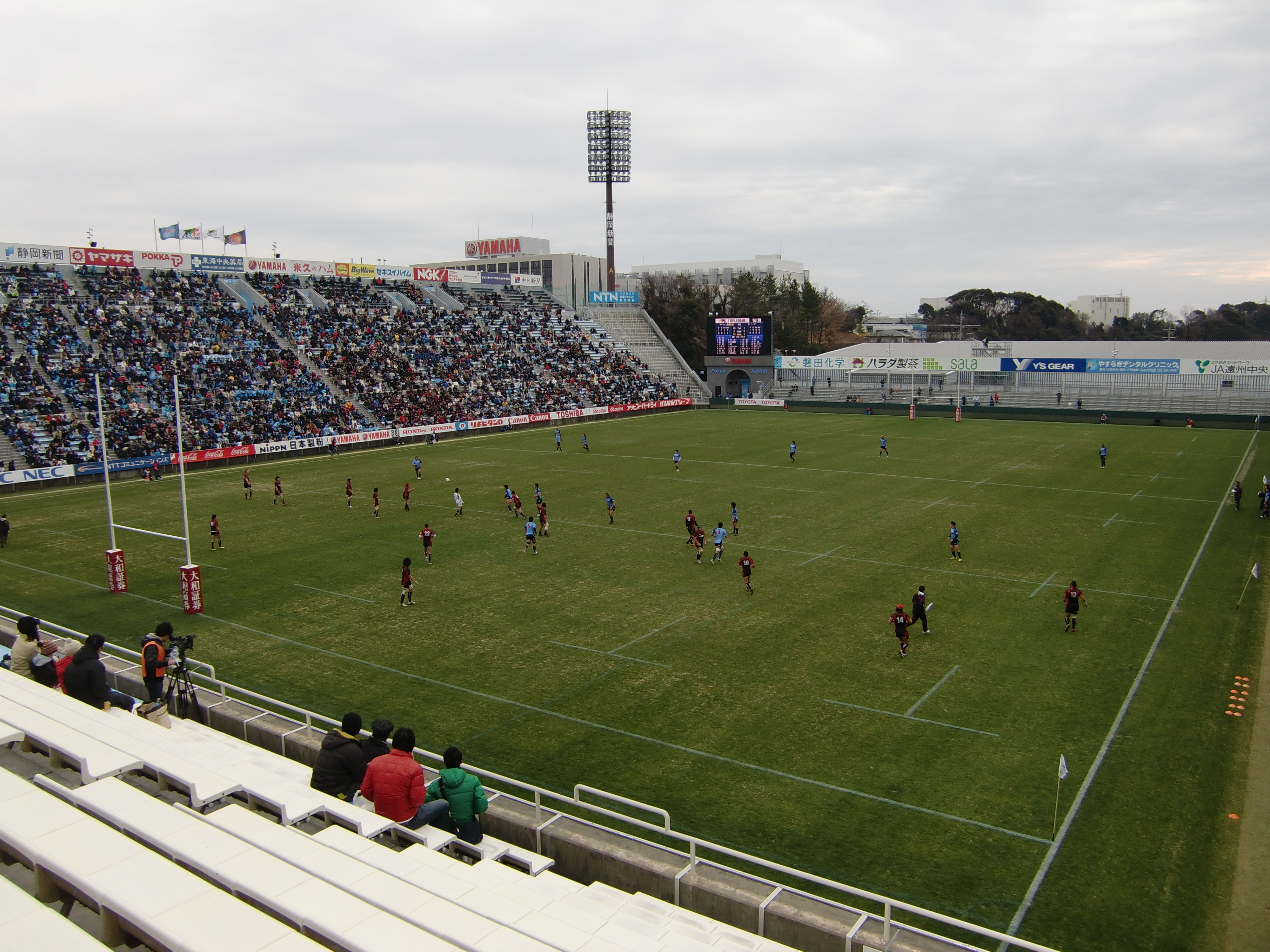
Rugbyspiel im Yamaha Stadium (Februar 2012)